# Pachycnemoides
Pachycnemoides is een geslacht van vlinders van de familie spanners (Geometridae), uit de onderfamilie Ennominae.

## Soorten
- P. atopa Krüger, 2005
- P. basutensis Krüger, 1999
- P. inops Krüger, 1999
- P. minor Krüger, 1999
- P. obfuscata Krüger, 1999
- P. pseudognophoides Krüger, 2004
- P. zonaria Krüger, 1999